# Schepel (inhoudsmaat)

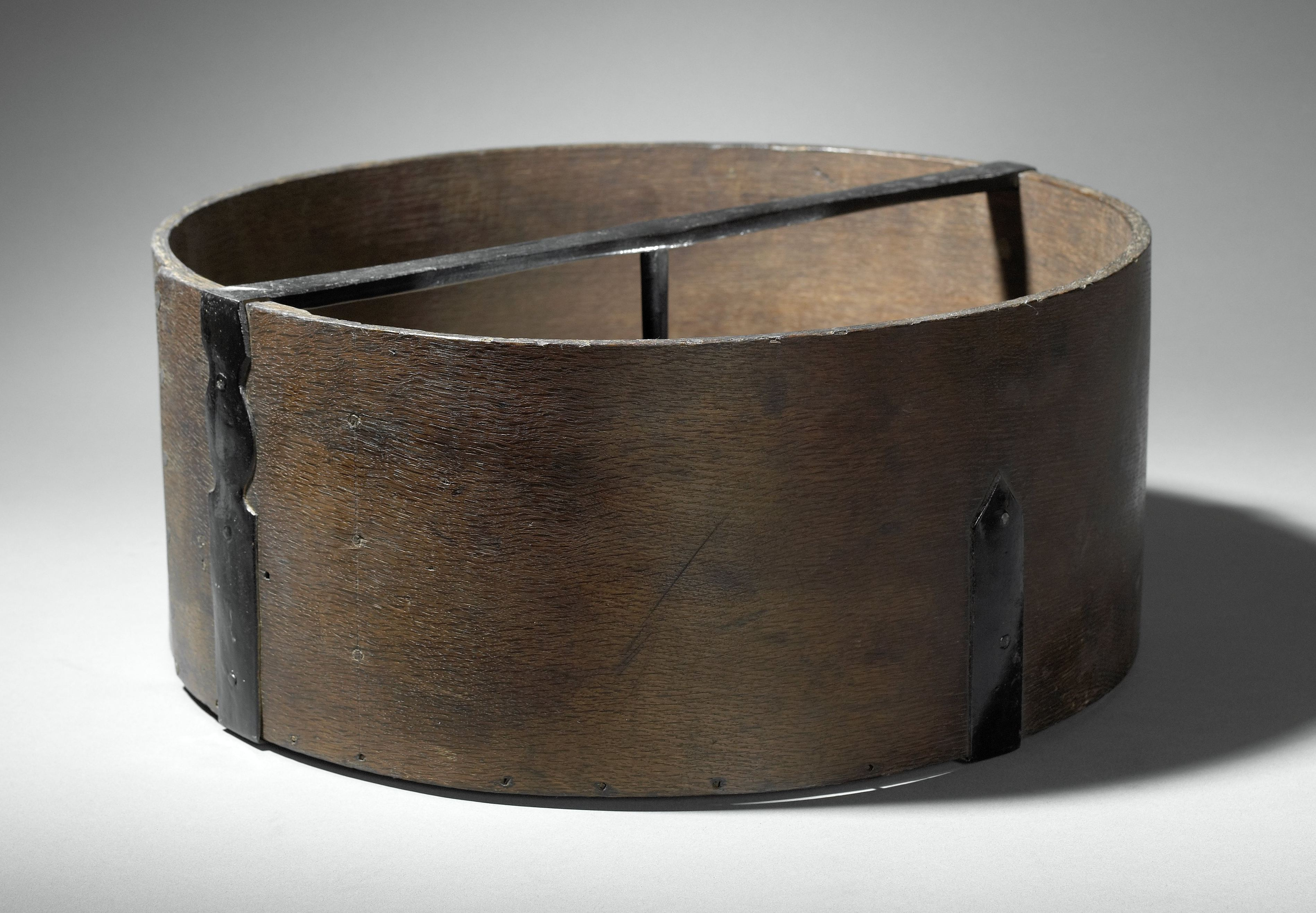
Schepel uit Enkhuizen

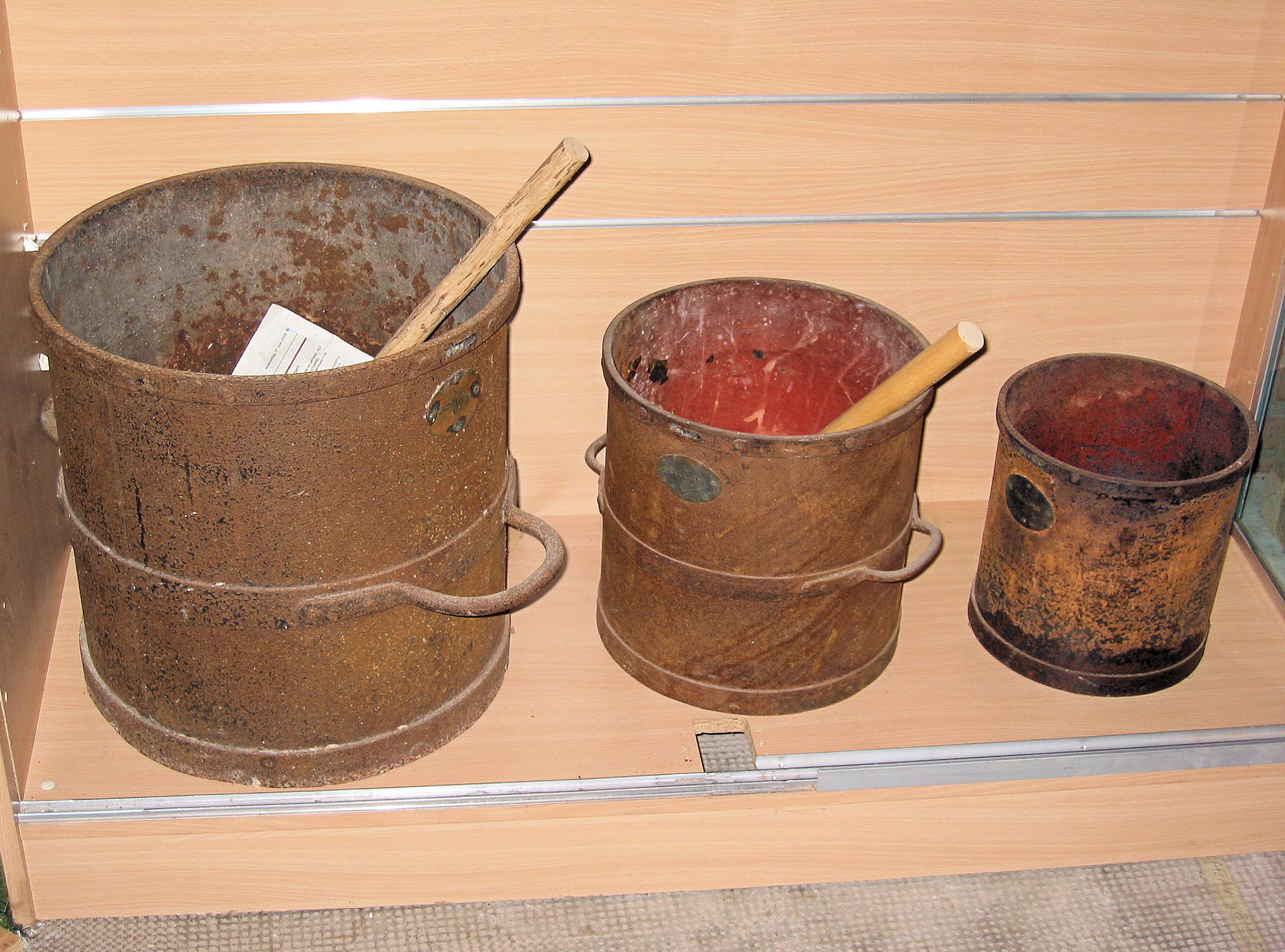
V.l.n.r.: mud, schepel, kop

Een schepel is een oud-Nederlandse eenheid voor het aangeven van de inhoud van droge waren. 
Onder het in 1816 ingevoerde Nederlands metriek stelsel was een schepel gelijk aan 10 liter, maar voor die tijd was de waarde van het schepel per gewest verschillend. Zo kon een schepel 1/4 mud zijn en dat kwam dan overeen met 43,6 liter. 
Een schepel was ook een oppervlaktemaat. Zie schepel (oppervlaktemaat).